# Авіаційна накладна

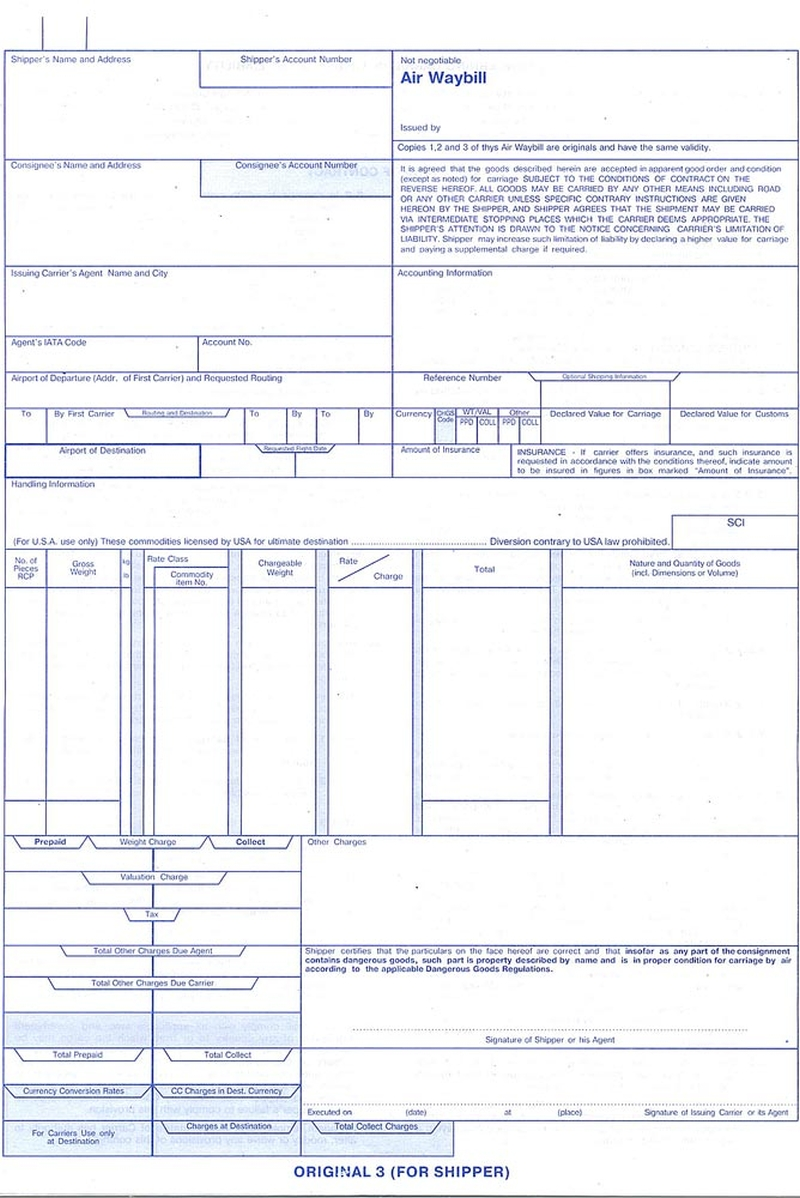

Авіанакладна (англ. Air Waybill, скорочено AWB) — документ, що підтверджує наявність договору між вантажовідправником і перевізником (авіалінією або агентом авіакомпанії) про перевезення вантажу по авіалініях перевізника. 

## Історія
Історія авіаційної накладної сягає 1929 року, коли була проведена Варшавська конвенція для уніфікації деяких правил, пов’язаних з міжнародними повітряними перевезеннями. Конвенція дає згоду на виконання авіаційної накладної як документа, складеного вантажовідправником або від його імені, що підтверджує договір між відправником і перевізником на перевезення вантажу маршрутами перевізника.
Паперова авіанакладна традиційно була важливим авіавантажним документом, оскільки служила контрактом між авіаперевізниками та вантажовідправниками (прямим вантажовідправником або експедитором від імені вантажовідправника).
У 2010 році IATA запустила ініціативу електронних перевезень вантажів. Першим елементом цього було повне впровадження електронних авіавантажних накладних у форматі EDI (електронний обмін даними). Повністю видаливши паперові авіавантажні накладні, метою IATA було спростити процес ланцюга поставок авіаційних вантажів.
Раніше, через відсутність стандарту електронної авіавантажної накладної, паперові авіавантажні накладні обмінювалися між відправником і перевізником при відправленні як підтвердження контракту. Паперова авіанакладна тепер надсилається в електронному форматі від місця відправлення до пункту призначення, не транспортується разом із відправленням, а виготовляється на вимогу.

## Етимологія
Документ:
- лат. documentum «доказ; приклад; повчання» пов’язане з doceo «учу, доводжу»;

## Сутність
Авіанакладна (AWB) є квитанцією отримання вантажу авіакомпанією (перевізником), а також договором перевезення між вантажовідправником і перевізником. Це юридична угода, яка підлягає виконанню за законом. AWB набуває чинності, коли вантажовідправник (або агент вантажовідправника) і перевізник (або агент перевізника) підписують документ.
Авіанакладна може являти собою одночасно:
- Контракт на перевезення вантажу між відправником і авіакомпанією;
- Документ, що підтверджує прийом вантажу;
- Документ для проведення взаєморозрахунків;
- Документ, що підтверджує відповідальність сторін;
- Документ, що підтверджує страхування (якщо воно було замовлено в авіакомпанії);
- Інструкція з завантаження;
- Митний документ;
- Документ про доставку вантажу.

Авіанакладна  (AWB) має 11-значний номер, який використовується для бронювання, перевірки статусу конкретного вантажоперевезення та визначення місця, де саме наразі знаходиться вантаж. Перші три цифри є префіксом авіакомпанії за IATA, наприклад префікс Турецьких авіаліній (Turkish Airlines) за IATA — 235, наступні вісім цифр — порядковий номер.
Авіатранспортні накладні випускаються у восьми комплектах різних кольорів. Перші три примірники класифікуються як оригінали. Перший оригінал, зеленого кольору, є копією перевізника. Другий, рожевий колір, є копією вантажоодержувача. Третій, синій колір, є копією відправника. Четверта коричнева копія виступає як квитанція про доставку або підтвердження доставки. Інші чотири екземпляри білі.

## Види
Усі відправлення, незалежно від їх походження та призначення, забезпечуються документами від перевізника. Що стосується авіаперевезень, документ, виданий авіакомпанією, називається авіанакладною або просто AWB. Однак існують два різні види авіанакладних, засновані на стороні, яка організовує перевезення вантажу. Вони мають назву: Master Air Waybill і Home Air Waybill. 
- MAWB

Основна авіанакладна (MAWB) — це транспортний документ, який використовується в авіаперевезеннях, виданий і підписаний авіаперевізником або його агентом, як правило, на попередньо роздрукованому форматі авіанакладної перевізника, який засвідчує умови перевезення вантажів на маршрутах перевізника(ів).
MAWB також можуть бути ідентифіковані як авіанакладні авіакомпанії з попередньо надрукованим ідентифікаційним номером перевізника.
- HAWB

Домашня авіавантажна накладна (HAWB) — це транспортний документ, який використовується при авіаперевезеннях, виданий і підписаний експедитором, як правило, у форматі натуральної авіанакладної, що підтверджує умови перевезення вантажів, визначені експедитором. 
Основні відмінності MAWB та HAWB:
| MAWB | HAWB |
| Видано фактичним перевізником, таким як Korean Airlines, Emirates Airlines тощо. | Видано компанією-експедитором, як-от XYZ Forwarding Ltd [Архівовано 27 березня 2022 у Wayback Machine.] тощо.                                                          |
| Підписано перевізником або агентом перевізника. | Підписано експедиторською компанією без будь-яких агентських вказівок перевізника.                                                                                     |
| Завжди підпорядковується правилам IATA та одній з міжнародних повітряних конвенцій (Варшавська конвенція, Гаазька поправка, Монреальська конвенція [Архівовано 8 квітня 2022 у Wayback Machine.] тощо) | Може підпадати або не підпадати під дію Правил IATA та однієї з міжнародних повітряних конвенцій (Варшавська конвенція, Гаазька поправка, Монреальська конвенція тощо) |
| Зазначає умови перевезення, тому вантажоодержувач може мати захист у разі пошкодження або втрати вантажу під час транспортування.                                                                      | Вказує умови експедиторської компанії, в результаті вантажоодержувач не матиме правового захисту у разі пошкодження або втрати вантажу під час транспортування.        |

Найчастіше використовується 3 варіант — поєднана авіанакладна, в такому випадку, MAWB і HAWB просто поєднуються в одну.

## Сучасне використання/розуміння
Авіавантажна накладна є найважливішим документом, що видається перевізником безпосередньо або через свого уповноваженого агента. Це необоротний транспортний документ, який покриває перевезення вантажу з аеропорту в аеропорт. Приймаючи відправлення, вантажний агент IATA діє від імені перевізника, чия авіанакладна видана.